# ستيفانو لورينزي
ستيفانو لورينزي (بالإيطالية: Stefano Lorenzi)‏ (18 يناير 1977 في إيطاليا - ) هو لاعب كرة قدم إيطالي في مركز الدفاع. لعب مع أتالانتا وكييفو فيرونا ونادي بيزا ونادي بيسكارا ونادي تريفيزو ونادي ترينتو ونادي سبال ونادي كاربي ونادي أريتسو.